# Cédric O

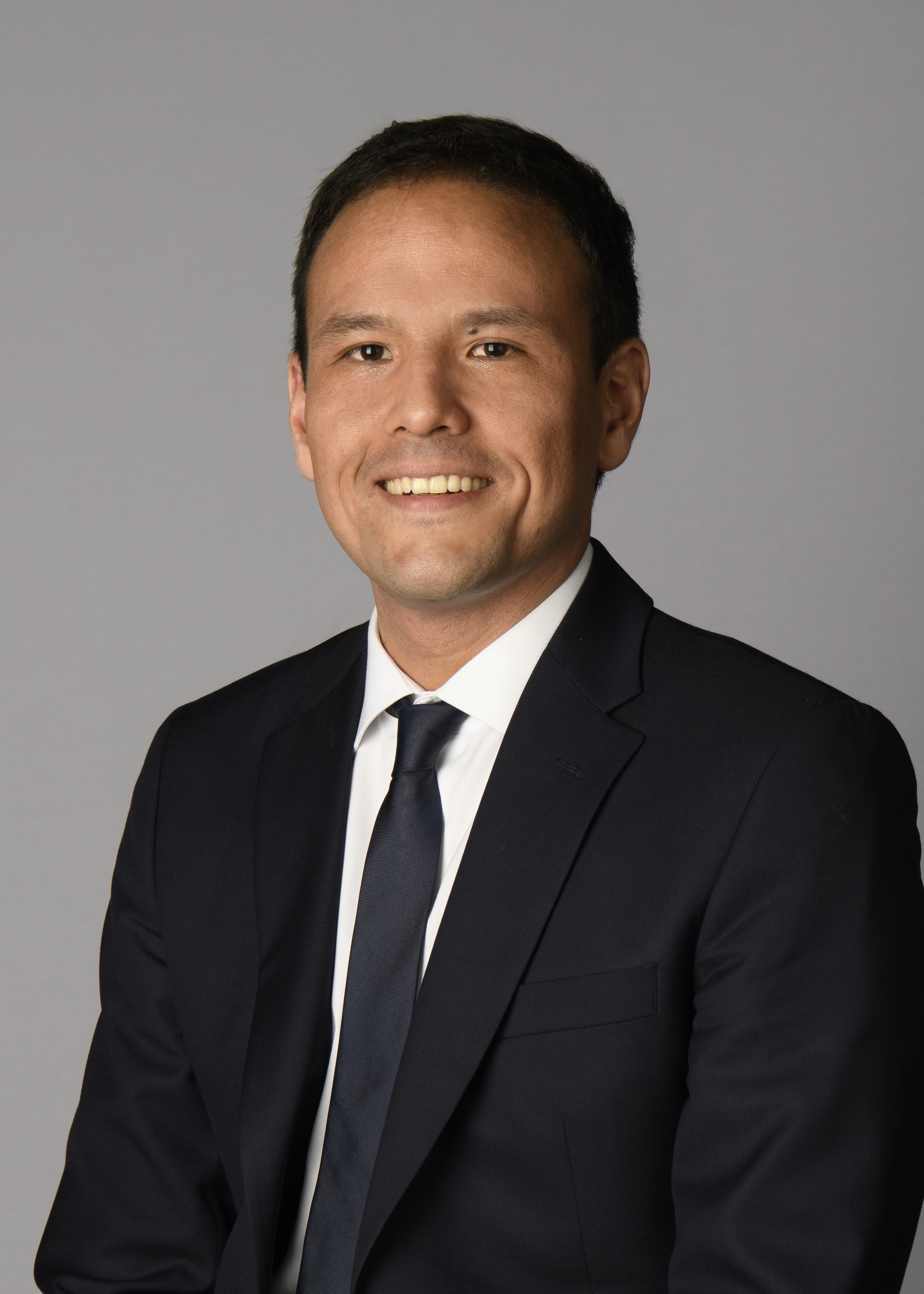
Cédric O, 2019

Cédric O (* 18. Dezember 1982 in L’Arbresle) ist ein französischer Politiker (En Marche) und Staatssekretär für Digitales beim Minister für Wirtschaft und Finanzen und beim Minister für staatliches Handeln und öffentliche Haushalte.

## Werdegang und politische Ämter
Cédric O ist Sohn einer Französin und eines Koreaners.
Am 31. März 2019 wurde O auf Vorschlag des Premierministers Édouard Philippe durch den französischen Staatspräsidenten Emmanuel Macron zum Staatssekretär für Digitales beim Minister für Wirtschaft und Finanzen und beim Minister für staatliches Handeln und öffentliche Haushalte ernannt. Hier löste er Mounir Mahjoubi ab.
Zuvor war O ein Berater von Macron.
O kündigte im Mai 2020 die COVID-19-App StopCovid (später in TousAntiCovid umbenannt) als technologische Errungenschaft an, mit der Frankreich seinen Anspruch als moderne Start-up-Nation festigen wolle. Er nannte die ohne Google und Apple entwickelte App in der Nationalversammlung „ein Symbol nationaler Unabhängigkeit“, verglich sie mit Frankreichs Aufstieg zur Atommacht und behauptete, Frankreich würde sich damit einer europäischen Lösung nicht entgegenstellen. Die App wurde ein Flop.
Nach seinem Abschluss am Lycée du Parc schrieb er sich an der HEC Paris ein und machte 2006 seinen Abschluss.